# Grușăuți, Adâncata
Grușăuți (în ucraineană Грушівка, transliterat Hrușivka, în rusă Грушевка și în germană Hruschowetz) este un sat în raionul Adâncata din regiunea Cernăuți (Ucraina), depinzând administrativ de comuna Voloca pe Derelui. Are 1.187 locuitori, preponderent români.
Satul este situat la o altitudine de 271 metri, în partea de nord a raionului Adâncata.

## Istorie
Localitatea Grușăuți a făcut parte încă de la înființare din regiunea istorică Bucovina a Principatului Moldovei. În ianuarie 1775, ca urmare a atitudinii de neutralitate pe care a avut-o în timpul conflictului militar dintre Turcia și Rusia (1768-1774), Imperiul Habsburgic (Austria de astăzi) a primit o parte din teritoriul Moldovei, teritoriu cunoscut sub denumirea de Bucovina. După anexarea Bucovinei de către Imperiul Habsburgic în anul 1775, localitatea Grușăuți a făcut parte din Ducatul Bucovinei, guvernat de către austrieci, făcând parte din districtul Cernăuți (în germană Czernowitz).  
După Unirea Bucovinei cu România la 28 noiembrie 1918, satul Grușăuți a făcut parte din componența României, în Plasa Cosminului a județului Cernăuți. Pe atunci, majoritatea populației era formată din români. 
Ca urmare a Pactului Ribbentrop-Molotov (1939), Bucovina de Nord a fost anexată de către URSS la 28 iunie 1940. Bucovina de Nord a reintrat în componența României în perioada 1941-1944, fiind reocupată de către URSS în anul 1944 și integrată în componența RSS Ucrainene. 
Începând din anul 1991, satul Grușăuți face parte din raionul Adâncata al regiunii Cernăuți din cadrul Ucrainei independente. La recensământul din 1989, numărul locuitorilor care s-au declarat români plus moldoveni era de 1.089 (495+594), reprezentând 96,71% din populația localității . În prezent, satul are 1.187 locuitori, preponderent români.

## Demografie
Componența lingvistică a localității Grușăuți
     Română (97,98%)
     Ucraineană (1,43%)
     Alte limbi (0,59%)
Conform recensământului din 2001, majoritatea populației localității Grușăuți era vorbitoare de română (97,98%), existând în minoritate și vorbitori de ucraineană (1,43%).
1989: 1.126 (recensământ)
2007: 1.187 (estimare)